# Bill Frisell
William Richard "Bill" Frisell, född 18 mars 1951 i Baltimore, Maryland, är en amerikansk jazzgitarrist. Han är tillsammans med John Scofield och Pat Metheny en av de mest kända och erkända gitarristerna inom jazzen från 1980-talet och framåt. Han har bland annat samarbetat med John Zorn och ingått i dennes grupp Naked City. 
Hans album Unspeakable från 2004 gav honom en Grammy Award i kategorin Best Contemporary Jazz Album, tidigare hade albumet The Intercontinentals nominerats i kategorin Best Contemporary World Music Album.

## Diskografi
- 1983 – In Line
- 1985 – Rambler
- 1988 – Lookout for Hope
- 1989 – Before We Were Born
- 1990 – Is That You?
- 1991 – Where in the World?
- 1992 – Have a Little Faith
- 1994 – This Land
- 1995 – Go West: Music for the Films of Buster Keaton
- 1995 – The High Sign/One Week: Music for the Films of Buster Keaton
- 1995 – Live
- 1996 – Quartet
- 1997 – Nashville
- 1998 – Gone, Just Like a Train
- 1999 – Good Dog, Happy Man
- 1999 – The Sweetest Punch
- 2000 – Ghost Town
- 2001 – Blues Dream
- 2001 – With Dave Holland and Elvin Jones
- 2002 – The Willies
- 2003 – The Intercontinentals
- 2004 – Unspeakable
- 2005 – Richter 858
- 2005 – East/West
- 2005 – Further East/Further West
- 2006 – Bill Frisell, Ron Carter, Paul Motian
- 2008 – History, Mystery
- 2008 – All Hat (soundtrack)
- 2009 – Disfarmer
- 2010 – Beautiful Dreamers
- 2011 – Sign of Life
- 2011 – All We Are Saying
- 2013 – Silent Comedy
- 2013 – Big Sur
- 2014 – Guitar in the Space Age!

### Samarbeten
- 1984 – Theoretically med Tim Berne
- 1985 – Smash & Scatteration med Vernon Reid
- 1987 – Strange Meeting med Power Tools (Frisell, Melvin Gibbs och Ronald Shannon Jackson)
- 1994 – Just So Happens med Gary Peacock
- 1994 – American Blood/Safety in Numbers med Victor Bruce Godsey och Brian Ales
- 1995 – Deep Dead Blue med Elvis Costello
- 1997 – Motion Pictures med Michael White
- 1998 – Songs We Know med Fred Hersch
- 2000 – Reunion med Dale Bruning
- 2004 – Petra Haden and Bill Frisell med Petra Haden
- 2006 – The Elephant Sleeps but Still Remembers med Jack DeJohnette
- 2007 – Floratone med Matt Chamberlain, Lee Townsend och Tucker Martine
- 2008 – Hemispheres med Jim Hall
- 2009 – Balladeering med Jakob Bro
- 2010 – Lágrimas Mexicanas med Vinicius Cantuária
- 2011 – Time med Jakob Bro
- 2012 – Floratone II med Matt Chamberlain, Lee Townsend och Tucker Martine
- 2012 – Enfants Terribles med Lee Konitz, Gary Peacock och Joey Baron